# 櫻花盛開 (嵐)
《櫻花盛開》（サクラ咲ケ/Sakura Sake）是嵐的第14枚單曲。於2005年3月23日發行。唱片公司為J Storm。

## 解說
- 與前作相隔7個月發行。
- 《櫻花盛開》的標題和發行時期的季節相同，且歌詞以春天或櫻花為基調；也因為櫻井翔演出的《城南預備校》廣告的主題曲，所以為加油歌曲。
- 初回限定盤附贈收錄PV的DVD，通常盤則收錄兩首歌的無聲版。

## 收錄曲

### 初回盤
1. 櫻花盛開（サクラ咲ケ）
（作詞:相田毅　Rap詞：櫻井翔　作曲：谷本新　編曲：石塚知生）
城南預備校廣告歌
2. 手牽手（手つなごぉ）
（作詞：樽木榮一郎　作曲、編曲：AKIRA）

### 通常盤
1. 櫻花盛開
2. 手牽手
3. 櫻花盛開（Original Karaoke）
4. 手牽手（Original Karaoke）